# CE l’Hospitalet
Der CE l’Hospitalet ist ein spanischer Fußballverein aus der Stadt L’Hospitalet de Llobregat, Katalonien, Spanien. Der 1957 gegründete Klub spielt in der Saison 2023/24 in der fünftklassigen Tercera División.

## Geschichte

### Die Anfänge
Der aus der Stadt L’Hospitalet de Llobregat stammende Club CE l’Hospitalet wurde am 7. Juli 1957 gegründet. Der Verein resultiert aus dem Zusammenschluss von drei ortsansässigen Vereinen (U.D. Hospitalet, C.D. Santa Eulàlia und CF Hércules), die zusammen den Sprung aus der Bedeutungslosigkeit schaffen wollten. Der erste Präsident war der Spanier Domingo Peiró Ribas. Bereits sechs Jahre nach Clubgründung konnten die Katalanen den Aufstieg in die Segunda División perfekt stellen, wo sie 1963/64 debütierten. Insgesamt spielte der Verein in drei Spielzeiten in Spaniens zweiter Liga.

### Aktuell
Seit 1994 steht Miguel García del Valle dem Club, der 400 Mitglieder hat, als Präsident vor. Der Club stand seit seiner Entstehung stets im Schatten der großen katalanischen Vereine, vor allem aus der benachbarten Millionen-Metropole Barcelona. Der Club hat sich nach dem zwischenzeitlichen Absturz in die Tercera División den Wiederaufstieg in die Segunda División als Ziel gesetzt.

## Stadion
CE l’Hospitalet spielt im Estadi Municipal de Futbol de l’Hospitalet, welches eine Kapazität von 6.294 Zuschauern hat.

## Spielzeiten
- 1998/99: Segunda División B – 12. Platz
- 1999/2000: Segunda División B – 10. Platz
- 2000/01: Segunda División B – 6. Platz
- 2001/02: Segunda División B – 4. Platz
- 2002/03: Segunda División B – 19. Platz
- 2003/04: Tercera División – 3. Platz
- 2004/05: Tercera División – 1. Platz (Aufstieg)
- 2005/06: Segunda División B – 12. Platz
- 2006/07: Segunda División B – 4. Platz
- 2007/08: Segunda División B – 19. Platz
- 2008/09: Tercera División – 3. Platz
- 2009/10: Tercera División – 1. Platz (Aufstieg)
- 2010/11: Segunda División B – 6. Platz
- 2011/12: Segunda División B – 6. Platz
- 2012/13: Segunda División B – 1. Platz
- 2013/14: Segunda División B – 2. Platz
- 2014/15: Segunda División B – 9. Platz
- 2015/16: Segunda División B – 15. Platz
- 2016/17: Segunda División B – 17. Platz
- 2017/18: Tercera División – 3. Platz
- 2018/19: Tercera División – 2. Platz
- 2019/20: Tercera División – ?????
- 2020/21: Tercera División – ?????
- 2021/22: Tercera División – 6. Platz
- 2022/23: Tercera División – 4. Platz

## Clubdaten
- Spielzeiten Liga 1: 0
- Spielzeiten Liga 2: 3
- Spielzeiten Liga 2B: 30
- Spielzeiten Liga 3: 20
- Beste Position 2. Liga: 11. (1964/65)
- Schlechteste Position 2. Liga: 15. (1965/66)

Stand: nach der Saison 2022/23

## Erfolge
- Meister Tercera División (4): 1960, 1982, 2005, 2010

## Spieler
- Jaime Ramírez (1964–1966)
- Thomas N’Kono (1993–1994)
- Sergio González Soriano (1994–1995)
- Oriol Lozano (2003–2004)

## Trainer
- Rubi (2003–2004)